# Batalla de Chattanooga

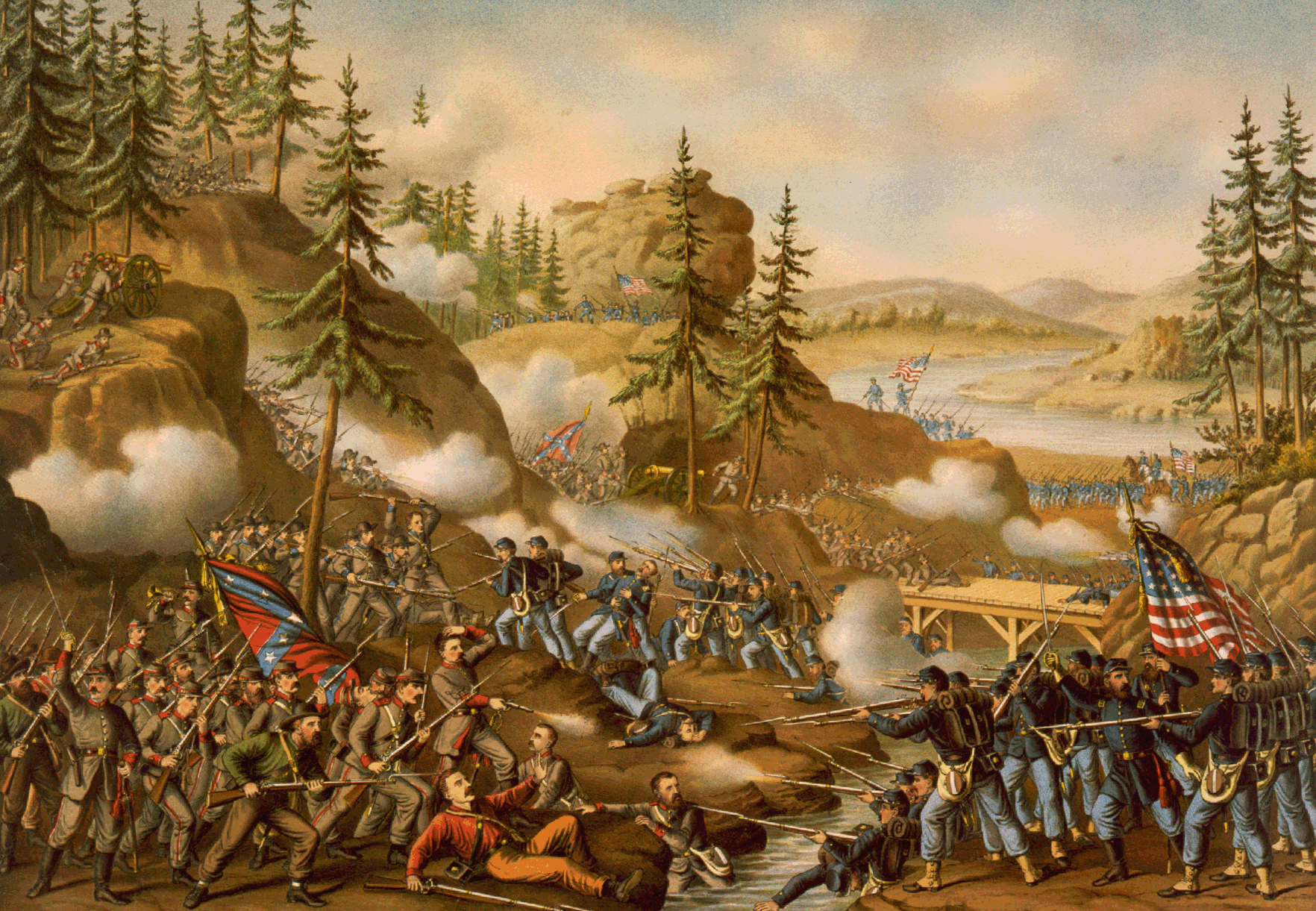
Representación pictórica de la Batalla de Chattanooga.

La Batalla de Chattanooga fue un decisivo combate de la guerra civil estadounidense que tuvo lugar entre los días 23 y 25 de noviembre de 1863.
La lucha tuvo lugar en Chattanooga (Tennessee), un vital cruce ferroviario, protagonizada por una tropa confederada comandada por Braxton Bragg (que se encontraba bajo asedio) y el ejército de la Unión.
En septiembre de 1863, para levantar el estado de sitio, las tropas de la Unión lideradas por Ulysses S. Grant marcharon sobre la milicia de Bragg. En combates sobre el monte Lookout Mountain y la cordillera Missionary Ridge, las tropas de la Unión forzaron a los confederados a emprender la retirada. 
Con esta victoria, el Norte estuvo próximo a dividir al Sur horizontalmente a través de Georgia hasta el mar.